# Coenotephria interrogata
Coenotephria interrogata är en fjärilsart som beskrevs av Alphéraky 1897. Coenotephria interrogata ingår i släktet Coenotephria och familjen mätare. Inga underarter finns listade i Catalogue of Life.